# Мокра Івиця
Мокра Івиця (рос. Мокрая Ивица) — річка в Російській Федерації, що протікає в Бєлгородській області. Ліва притока річки Короча. Довжина — 14 км, площа водозабірного басейну — 266 км².